# レグラ・トレス
- レグラ・トーレス

レグラ・トレス・エレーラ（Regla Torres Herrera、1975年2月12日 - ）は、キューバの元女子バレーボール選手。バルセロナ五輪、アトランタ五輪、シドニー五輪の金メダリスト。1990年代のキューバの女子バレーの黄金期を築いた選手の一人である。

## 来歴
スパイクジャンプ343cm、ブロックジャンプ332cmでバレーボールの女子選手で最高のジャンプ力を誇る。1990年に15歳でキューバナショナルチーム入りを果たし、1992年のバルセロナ五輪では17歳で金メダルを獲得した。これはバレーボールにおける金メダリストの最年少記録である。1994年の世界選手権でMVP、1998年世界選手権ではMVPとベストブロッカーを獲得した。2000年のシドニー五輪では対戦相手のロシアに1セット目2セット目を25－27、32－34と落としたが3セットを25－19、4セット目を25－18、5セット目を15－7とフルセットの末ロシアに逆転し、キューバが世界選手権、ワールドカップを含む3大大会で1991年以来の8連覇を達成するとともに、自身は3度目の五輪金メダルを獲得した。また2000年のFIVB20世紀最優秀選手に選ばれ、2001年にバレーボール殿堂入りを果たした。

## 受賞歴
- FIVB20世紀最優秀選手
- 2001年 バレーボール殿堂
- 2000年 シドニーオリンピック ベストスパイカー
- 1998年 世界選手権 MVP、ベストブロッカー
- 1994年 世界選手権 MVP、ベストブロッカー